# Galaxy 16
Galaxy 16 ist ein kommerzieller Kommunikationssatellit des Satellitenbetreibers Intelsat aus der Galaxy-Flotte.

## Technische Daten
Space Systems/Loral baute den Satelliten auf Basis ihres SSL-1300-Satellitenbusses. Er besitzt Ku-Band- sowie C-Band-Transponder, eine geplante Lebensdauer von 15 Jahren und wird durch Solarmodule und Batterien mit Strom versorgt. Des Weiteren ist er dreiachsenstabilisiert und wiegt ca. 4,6 Tonnen. Er ist baugleich mit Galaxy 18.

## Missionsverlauf
Galaxy 16 wurde am 18. Juni 2006 mit einer Zenit-3-Trägerrakete von der Odyssey-Startplatform im Pazifik in einen geostationären Transferorbit gebracht. Von dort aus erreichte er seine geosynchrone Umlaufbahn durch Zünden seines Bordmotors, wo er bei 99° West stationiert wurde. Er kann in Nordamerika, Mittelamerika, Hawaii und der Karibik empfangen werden.